# Ogataea kodamae
Ogataea kodamae är en svampart som först beskrevs av Van der Walt & Yarrow, och fick sitt nu gällande namn av Mikata & Y. Yamada 1995. Ogataea kodamae ingår i släktet Ogataea och familjen Pichiaceae.   Inga underarter finns listade i Catalogue of Life.